# Legs
«Legs» es una canción de la banda estadounidense de blues rock y hard rock ZZ Top, publicado como el cuarto sencillo del disco Eliminator de 1983 a través de Warner Bros. Records. Fue escrita por Billy Gibbons, Dusty Hill y Frank Beard, sin embargo, en el libro Sharp Dressed Men de David Blayney, exdirector de escena de la banda, confirmó que los efectos de sintetizadores fueron grabados por el ingeniero de sonido Linden Hudson, pero no fue acreditado en el álbum.
Obtuvo el octavo lugar en la lista Billboard Hot 100 y el lugar 13 en los Dance Music/Club Play Singles, convirtiéndose en su primer sencillo en ingresar en dicha lista especializada de los Estados Unidos.  Mientras que en el Reino Unido obtuvo el puesto 16 en los UK Singles Chart en 1985.
Para promocionarlo se grabó un video musical que fue el tercero de la serie de las mujeres ZZ y el vehículo Ford Coupe 1933, además de ser el tercer video dirigido por Tim Newman. En 1984 la banda ganó el premio MTV Video Music Awards en la categoría mejor video de grupo musical. Cabe señalar que en el mismo año fue parodiado por el programa estadounidense de comedia St. Elsewhere.
Tras su publicación ha sido versionada por la banda Nickelback, Kid Rock, Trace Adkins y Tina Turner, principalmente en álbumes tributo. Además apareció en la serie animada Alvin y las ardillas en el capítulo «Soccer to Me» de 1985.

## Lista de canciones
| N.º | Título                      | Duración |  |
| 1.  | «Legs»                      | 3:34     |  |
| 2.  | «A Fool for Your Stockings» | 4:15     |  |

## Certificaciones
| País          | Organismo certificador | Certificación | Ventas certificadas | Ref.  |
| ------------- | ---------------------- | ------------- | ------------------- | ----- |
| Nueva Zelanda | Recorded Music NZ      | Oro           | 15 000              | [ 7 ] |

## Músicos
- Billy Gibbons: voz y guitarra eléctrica
- Dusty Hill: bajo, coros y teclados
- Frank Beard: batería